# 迫る終焉
「迫る終焉」（せまるしゅうえん、原題: "Extremis"）は、イギリスのSFドラマ『ドクター・フー』の第10シリーズ第6話。スティーヴン・モファットが脚本を執筆し、2017年5月20日に BBC One で初放送された。「迫る終焉」はテレビ評論家から極めて肯定的なレビューを受け、ピーター・カパルディの演技とスティーヴン・モファットの脚本が称賛された。なお、脚本の複雑性にコメントする批評家もいた。
本作は修道士三部作の第1作である。ローマ教皇庁は、読んだ者が必ず自殺する本ヴェリタスの調査を12代目ドクター（演:ピーター・カパルディ）に依頼する。やがてヴェリタスはローマ教皇庁からオンライン上に流出し、ヴェリタスに記された真実を知った欧州原子核研究機構やホワイトハウスでは次々に自殺が連鎖する。前話「宇宙での死に方」で失明したドクターは音声読み上げによりヴェリタスの内容を知るが、それは彼らのいる世界が修道士の創り上げた仮想現実世界であるというものであった。

## 連続性
ナードル（演:マット・ルーカス）は「リヴァーソングの夫」（2015年）から続けて「帰ってきたドクター・ミステリオ」（2016年）と第10シリーズに登場しているが、これはリヴァー・ソングが死の後にドクターが危険に陥らないよう、ダリリアム星での24年間の後にナードルを派遣していたためであると明かされる。ナードルが読み上げているターディスの外見をしたリヴァーの日記は、彼女の最後の冒険である「静寂の図書館」「影の森」（2008年）で初登場したものである。また、ミッシー（演:ミシェル・ゴメス）もダリリアム星でドクターがリヴァーと隠居生活を送っていたことに触れ、その後彼女の死を悟っている。

### 他作品への言及
ローマ教皇庁の図書館に入る際、ビルは『ハリー・ポッター』シリーズのようだと述べ、ドクターに窘められている。
欧州原子核研究機構の科学者チーフはビルとナードルに "We will all go together when we go." と告げている。これは破滅をテーマとしたトム・レーラーの歌であり、An Evening Wasted with Tom Lehrer の最終トラックの曲を指している。
ナードルは仮想現実世界を『スタートレック』のホロデッキに喩えている。また、ドクターはスーパーマリオシリーズを引き合いに出している。

## 製作
「迫る終焉」と次話「滅亡を呼ぶピラミッド」の撮影は2016年11月23日から2017年1月17日にかけて行われた。

### 配役
教皇役を演じているジョセフ・ロングは、「運命の左折」（2008年）でロッコ・コラサント役を演じていた。修道士の声を担当したティム・ベンティンクは、『ドクター・フー』のオーディオ版で様々な役を担当している。

## 放送と反応
リアルタイム視聴者数は416万人を記録し、タイムシフト視聴者を加算すると553万人に上り、これはいずれも前話「宇宙での死に方」からの改善を示した。Appreciation Index は82であった。
日本では放送されていないが、2018年3月31日にHuluで「迫る終焉」を含む第10シリーズの独占配信が開始された。

### 批評家の反応
| 専門評論家によるレビュー           | 専門評論家によるレビュー |
| レビュー・スコア                   | レビュー・スコア         |
| 出典                               | 評価                     |
| ---------------------------------- | ------------------------ |
| The A.V. Club                      | A                        |
| エンターテインメント・ウィークリー | B+                       |
| GamesRadar                         | [ 15 ]                   |
| TV Fanatic                         | [ 16 ]                   |
| IGN                                | 8.6                      |
| ニューヨーク・マガジン             | [ 18 ]                   |
| ラジオ・タイムズ                   | [ 19 ]                   |
| デイリー・ミラー                   | [ 20 ]                   |

「迫る終焉」はテレビ評論家から極めて肯定的なレビューを受けた。ピーター・カパルディの演技とスティーヴン・モファットの脚本が称賛され、後者については「ユニーク」や「野心的」といった評価がなされた。なお、脚本の複雑性にコメントする批評家もいた。
The A.V. Clubのアラスデア・ウィルキンスは本作にA評価を付け、脚本の創造性と実験的な側面がスティーヴン・モファットを最高の状態で紹介していると称賛した。彼は物語の質を「聞いて」（2014年）や「影に捕らわれて」（2015年）といった過去のモファットのエピソードと対比し、これまでの『ドクター・フー』とは全く異なる、テレビでも類を見ない実験的な成功だとした。また、彼は世界の真相についてビルに説明する際のドクターを演じたカパルディの演技も称賛した。
GamesRadarのゾーイ・デラハンティ＝ライトは星5つを与え、『ドクター・フー』にこれ以上の作品はないと評価した。彼女はエピソードが洗練された手法で複雑なテーマをいかに展開したことを称賛し、シミュレーションの世界のアイディア自体は既存のものであったが『ドクター・フー』ではさらに昇華されていると評価した。また、彼女はミシェル・ゴメスの演技を高く評価し、ミッシーについては「我々が気付いたよりも遥かに複雑なマスターの再生だ」と論評した。ラジオ・タイムズのパトリック・マルケーンも本作に星5つを与えた。彼はミッシーの場面を「シーンを奪って見せたミシェル・ゴメスへの贈り物だ」と評価し、ドクターとミッシーの間のダイナミクスにも注目した。彼は修道士について「怖ろしく悍ましい」と表現し、モファットが以前に創作したサイレンスによる静かな侵略と対比した。彼は最終的に「スティーヴン・モファットによる、息の詰まる信頼できるテレビ番組だ」と評価した。
IGNのスコット・コルーラは8.6点を付け、大学地下の金庫の秘密を明かすのに完璧なタイミングだったと評価し、その後に続く大規模で複雑な物語も称賛した。また、彼はミシェル・ゴメスの再出演が本作の注目すべき点であると主張した。
肯定的なレビューとは対照的に、デイリー・ミラー紙のダニエル・ジャクソンは、問題はエピソード自体ではなくその後について立ち止まって考えなくてはならない点にあると感じた。彼は本作の数多くの捻りが不必要だったと批判し、シミュレーションのリセットは本作での出来事を損なうと主張した。また、金庫の暴露については「迫力に欠ける」と述べ、エピソード全体が続く2エピソードへの状況設定に過ぎなかったと論じた。しかし、彼はドクターが失明しているというテーマやエピソードへのその落とし込み方を高評価した。さらに彼は欧州原子核研究機構での場面がコミカルなものから悍ましい真実へ容易に様変わりしたことを含め、エピソードの随所にある「まさしく不気味」な場面を称賛した。